# 카디스 대성당

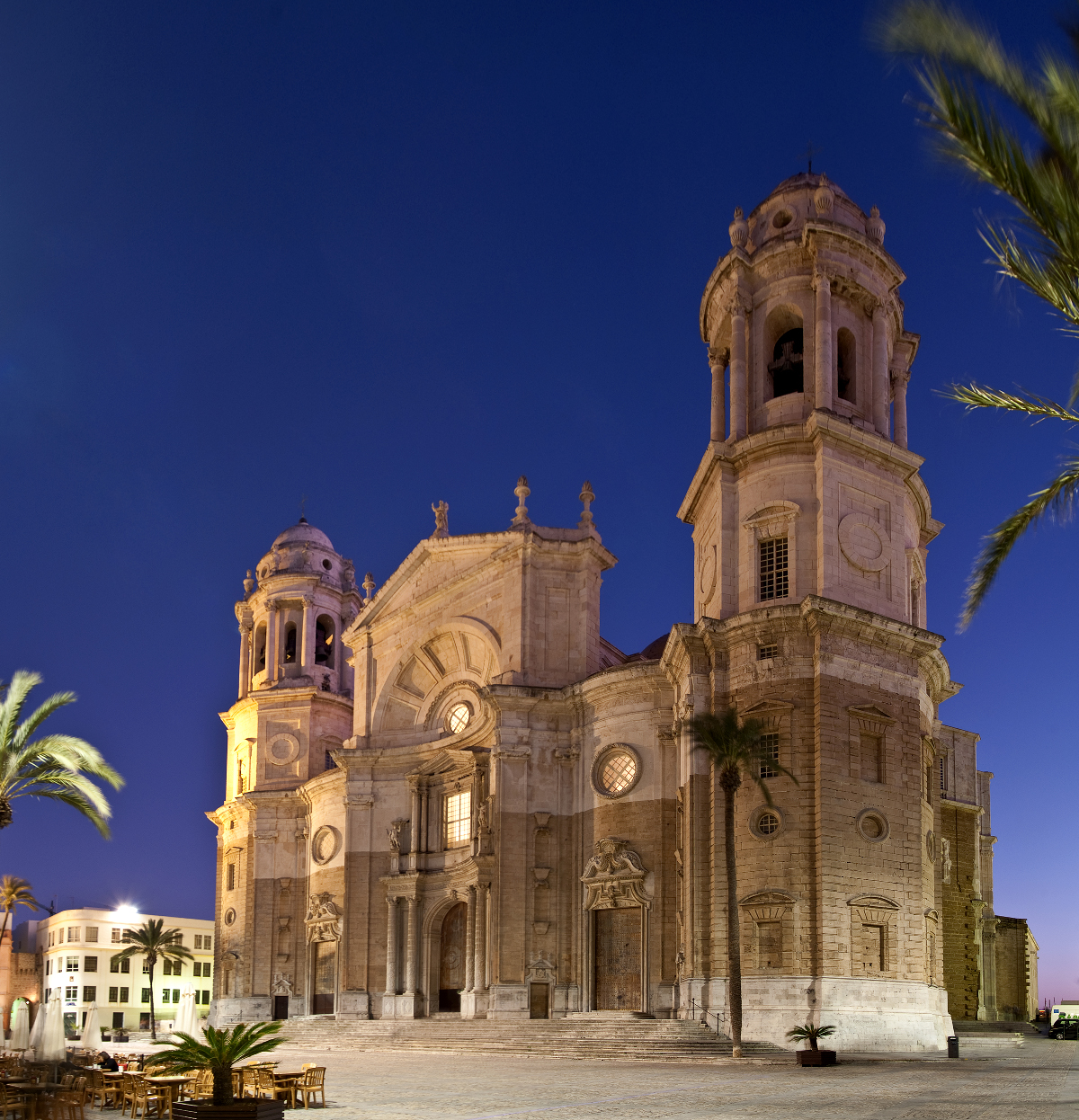

카디스 대성당(스페인어: Catedral de Cádiz, Catedral de Santa Cruz de Cádiz)은 스페인 남부 카디스에 있는 로마 카톨릭 교회이다. 1722년에서 1838년 사이에 지어졌다.이  대성당은 1931년 문화적 가치를 인정 받아 문화재로 지정되었다.
아바나 대성당 광장(Plaza de la Catedral)에는 대성당과 1635년에 지어진 바로크 양식의 산티아고 교회가 있다.
이 교회는 스페인과 미국 간의 교역 자금으로 지어졌기 때문에 "미주 대성당"으로 알려졌다. 18세기는 카디즈의 황금기였으며 도시가 갖게 된 또 다른 대성당 산타 크루즈는 카디스의  새로운 순간에 비해 매우 짧았다. 새 성당은 1722년부터 1838년까지 이어졌다. 교회를 최초로 설계한 사람은 그라나다 대성당을 지은 건축가 비센테 아세로였다. 아세로는 프로젝트를 떠났고 다른 여러 건축가가 계승했다. 그 결과 바로크 양식의 이 대성당은 116년에 걸쳐 건축되었으며 이러한 공사 기간으로 인해 대성당의 원래 디자인에 몇 가지 주요 변경 사항이 들어갔다. 대성당은 원래 바로크 양식의 건물로 의도되었지만 로코코 요소가 포함되어 마침내 신고전주의 양식으로 완성되었다. 그 예배당 에는 스페인 전역의 오래된 대성당과 수도원의 많은 그림과 유물이 있다.
지하실에는 카디스 에서 태어난 작곡가 마누엘 데 파야 (Manuel de Falla) 와 시인이자 극작가인 호세 마리아 페만 (José María Pemán)이 묻혀 있다.
카디스 대성당의 탑 중 하나인 레반테 탑은 대중에게 공개되어 높은 곳에서 도시의 전경을 보여준다.